# SCXML
 (octobre 2016).
 (octobre 2016).
Si vous disposez d'ouvrages ou d'articles de référence ou si vous connaissez des sites web de qualité traitant du thème abordé ici, merci de compléter l'article en donnant les références utiles à sa vérifiabilité et en les liant à la section « Notes et références ».
SCXML est un langage de machine à états à usage général basé sur des événements. Il peut être utilisé : comme un langage de contrôle de dialogue invoquant différents types de reconnaissance ; comme un métalangage d'application vocale qui peut également contrôler l'accès à des bases de données et des modules de logique métier; comme un langage de contrôle multimodal combinant les dialogues VoiceXML avec des dialogues dans d'autres modalités, y compris le clavier, la souris, l'encre, la vision, les dispositifs haptiques, etc; comme un langage de gestion de centre d'appels étendu et finalement comme langue de contrôle de processus généraux dans d'autres contextes ne comportant pas de traitement de la parole.